# Schloss Neubeuern

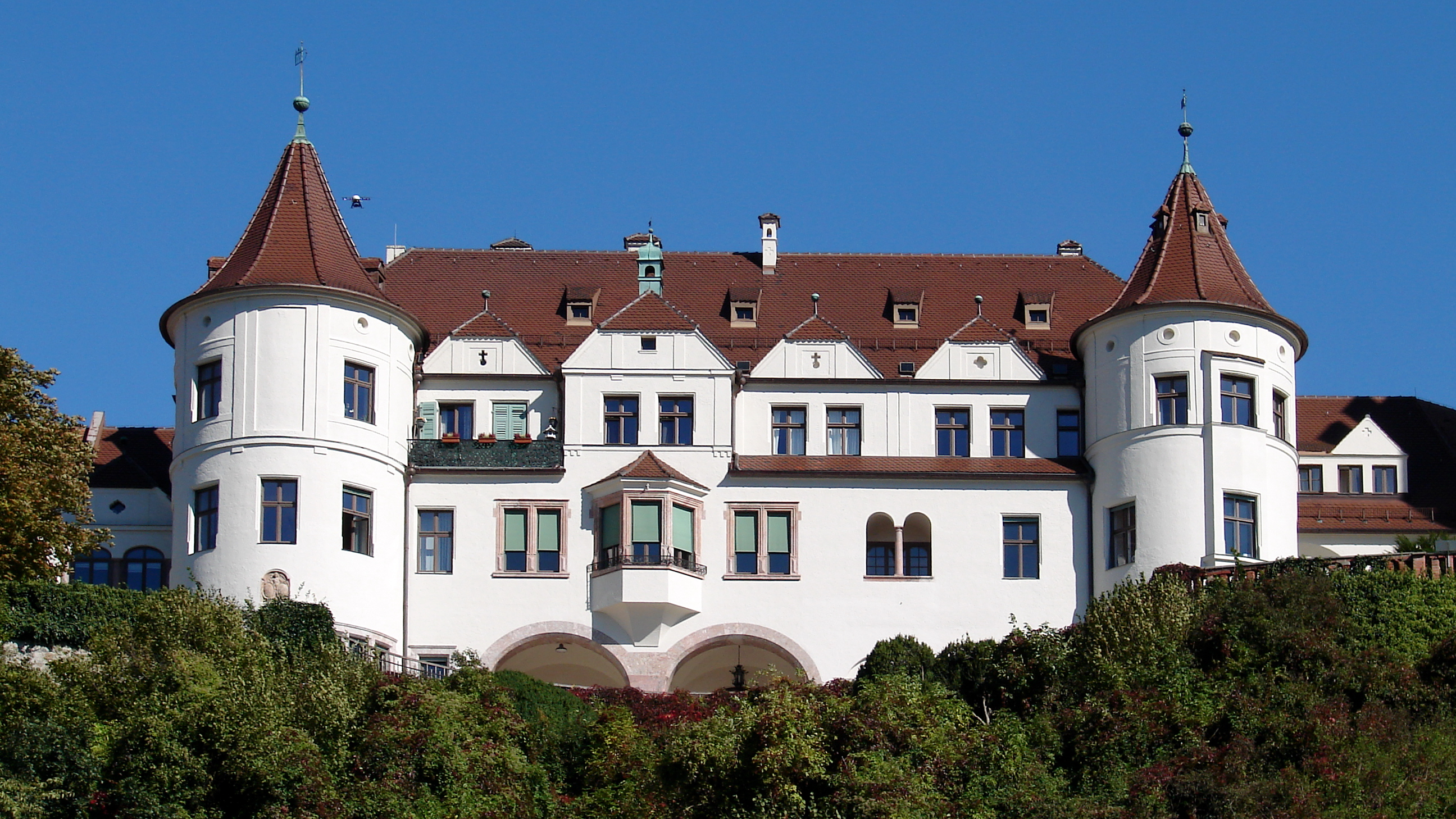
Schloss Neubeuern

Das Schloss Neubeuern ist eine mehrflügelige Schlossanlage im Inntal. Es wurde ursprünglich im 12. Jahrhundert als Höhenburg auf einem Hügel im Tal des Inn oberhalb des Ortes Neubeuern errichtet. Der markante Bergfried ist weit über das Inntal sowie von den Autobahnen A 8 und A 93 zu erkennen. Die Anlage ist unter der Aktennummer D-1-87-154-33 als denkmalgeschütztes Baudenkmal von Neubeuern verzeichnet. Ebenso wird sie als Bodendenkmal unter der Aktennummer D-1-8238-0187 im Bayernatlas als „Siedlung vorgeschichtlicher Zeitstellung sowie untertägige mittelalterliche und frühneuzeitliche Befunde im Bereich von Schloss Neubeuern und seiner Vorgängerbauten“ geführt.

## Geschichte

Schloss und Markt Neubeuern
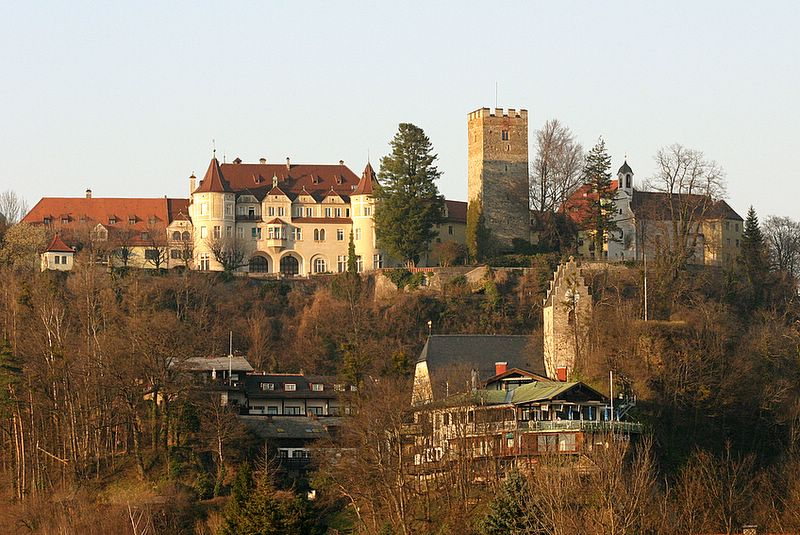
Schloss Neubeuern
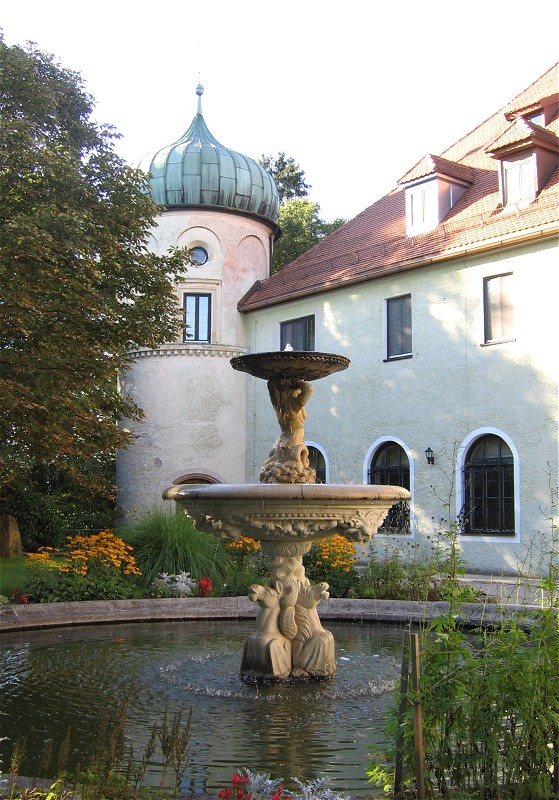
Schlosshof
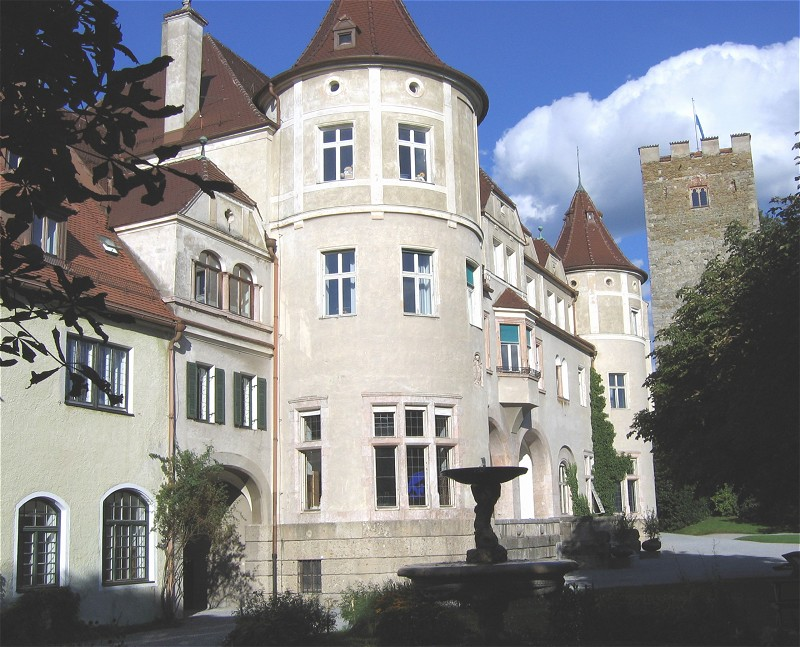
Schlosshof
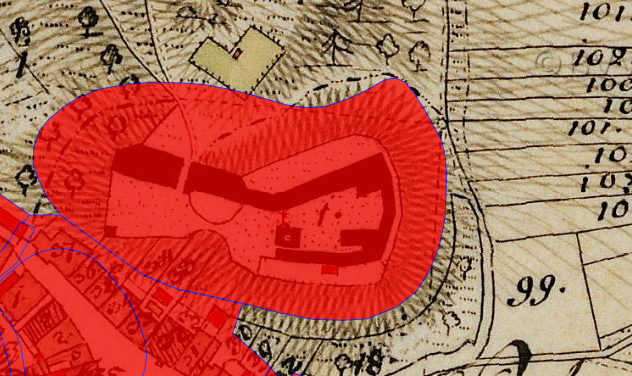
Lageplan von Schloss Neubeuern auf dem Urkataster von Bayern

### 12.–17. Jahrhundert
Aufgrund des ältesten Teiles der Burg, des Bergfrieds, lassen sich die ersten Anfänge von Schloss Neubeuern in der zweiten Hälfte des 12. Jahrhunderts ansetzen. Die Burg gehörte ursprünglich zum Herrschaftsbereich der Bischöfe von Regensburg. Während der Auseinandersetzungen des Hochstifts mit dem bayerischen Herzog Ludwig im 13. Jahrhundert wurde sie dem Grafen Konrad von Wasserburg zur Verwaltung übergeben. Er soll eine gewaltige Ringmauer mit neun Türmen errichtet und die Feste zur stärksten Burganlage des Inntales ausgebaut haben. Im Jahre 1388 jedoch verkaufte der Regensburger Bischof die Burg an den Ritter Hartprecht Harskircher auf Zangberg, den Kammermeister des Herzogs Friedrich von Bayern-Landshut. Über dreihundert Jahre Regensburger Herrschaft waren damit für Neubeuern abgeschlossen.
12 Jahre später erwarb Ritter Wolfhart von der Alben die Burg, verkaufte sie jedoch schon 1403 weiter an den Ritter Jakob von Thurn. Das Geschlecht der Thurn hatte sich von kleinen erzbischöflichen Dienstmannen in den Salzburger Herrenstand emporgearbeitet. In deren Besitz blieb die Burg über zweihundert Jahre, bis mit dem Beginn des 17. Jahrhunderts die Herrschaft der Thurner zu zerbröckeln begann.

### 18.–19. Jahrhundert

Kapelle und Ostbau um 1900

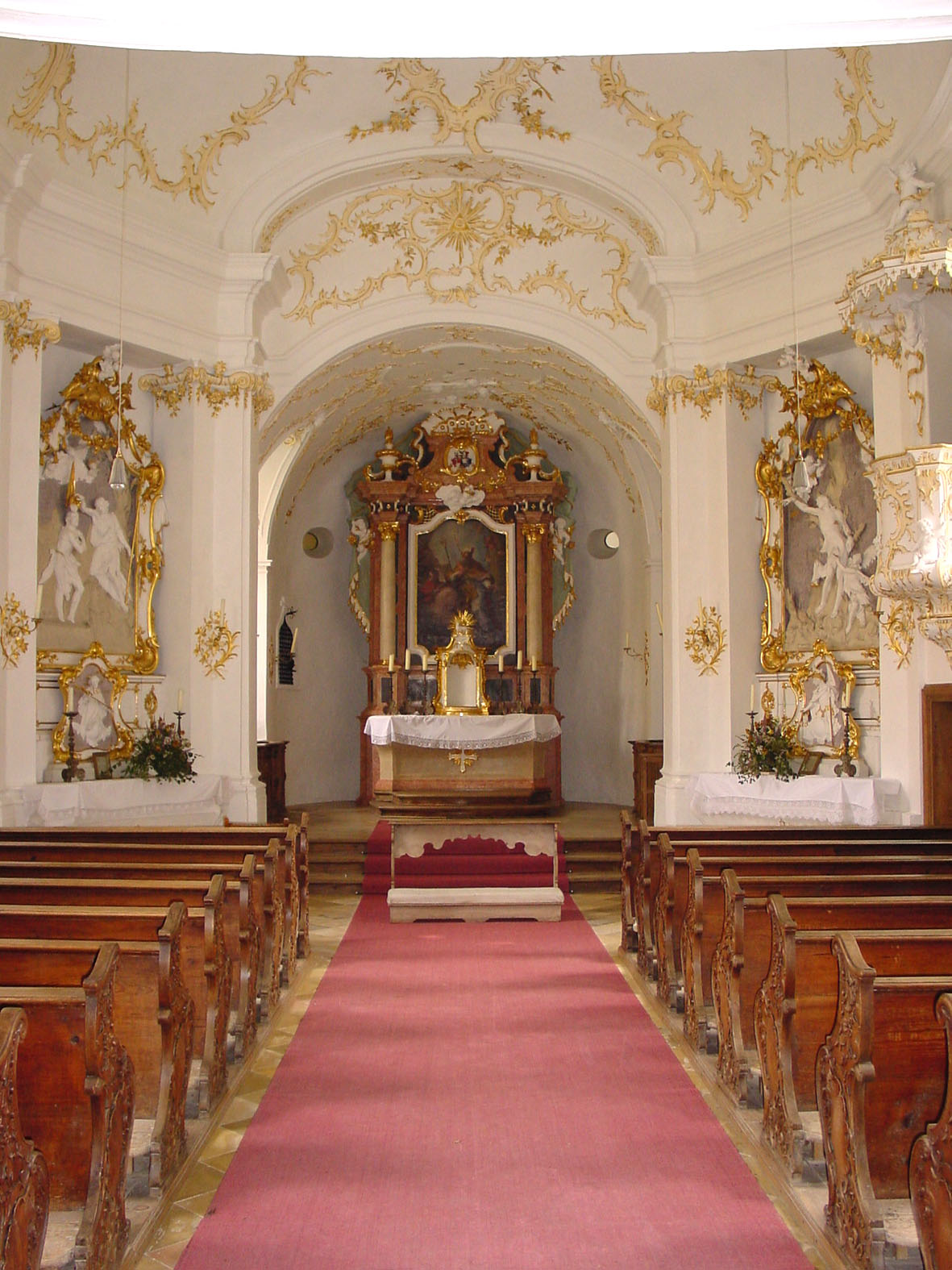
Kapelle Schloss Neubeuern

„Sammler“ der Thurnerischen Besitzungen in Neubeuern wurden ab 1668 die Grafen von Preysing-Hohenaschau.
Den Dreißigjährigen Krieg hatten die Burg und der Markt relativ unbeschadet überstanden, doch im Österreichischen Erbfolgekrieg zerstörten ungarische Truppen Neubeuern. Die Überreste der Burg wurden gesprengt.
Graf Max IV. Emanuel von Preysing-Hohenaschau (1739–1764) beauftragte daraufhin den Münchener Stadtbaumeister Ignaz Anton Gunetzrhainer, zusammen mit seinem Bruder Johann Baptist Gunetzrhainer, die Anlage im Stile der bairischtirolerischen Herrensitze vollkommen neu zu gestalten (1747–1752).
Auch die Schlosskapelle St. Augustin wurde wieder aufgebaut, und zwar 1751 nach Plänen von Johann Baptist Gunetzrhainer unter Leitung von  Philipp Millauer. Bei der Ausgestaltung wirkten Johann Baptist Zimmermann (Hochaltar mit Säulenaufbau im Wessobrunner-Stuckmarmor-Stil) und Joseph Götsch mit, der die beiden Seitenaltäre 1767/68 schuf (Taufe Christi und Martyrium des Hl. Sebastian). Die kunsthistorisch interessante Schlosskapelle St. Augustin zählt zum bayerischen Rokoko.
Graf Johann-Christian Preysing starb im Jahre 1833. Der Besitz blieb noch rund dreißig Jahre in Händen von Nachfahren und konnte schließlich auch von ihnen nicht mehr gehalten werden.
Im Jahr 1882 erwarb Jan Wendelstadt, Sohn des Gründers des „Darmstädter Bankvereins Ferdinand Wendelstadt“ und einer holländischen Aristokratin, das Schloss. Im Jahr 1893 heiratete er Julie Gräfin von Degenfeld-Schonburg, eine Hofdame der Königin von Württemberg, die dadurch als Freifrau von Wendelstadt Herrin auf Schloss Neubeuern wurde. Damit war der Anschluss an den schwäbisch-deutschen Uradel vollzogen.

### 20. Jahrhundert
Nachdem bereits 1893 nach einem Brand der Ostteil des Schlosses renoviert worden war, ließ der Baron den Mittelbau des Schlosses zwischen 1904 und 1908 neu errichten. Er beauftragte damit den Architekten Gabriel von Seidl, der durch den Bau des Bayerischen Nationalmuseums bekannt geworden war. Der neue Mittelbau, der im Stil der Neorenaissance gestaltet wurde, zeichnet sich durch sein weitläufig angelegtes Treppenhaus und die prunkvollen Räumlichkeiten aus.
Die Ehe des Jan Wendelstadt mit Julie von Degenfeld war kinderlos geblieben. So verbrachte die Baronin die Jahre nach dem Tod ihres Mannes vorwiegend mit ihrer Schwägerin Ottonie von Degenfeld und anderen ihr geistig verwandten Menschen. Sie bildete um sich einen Freundeskreis aus künstlerisch-schöpferischen Menschen, zu dem unter anderen Schriftsteller und Dichter wie Hugo von Hofmannsthal, Annette Kolb, Rudolf Alexander Schröder, Rudolf Borchardt, Henry van de Velde, Harry Graf Kessler, Eugen Roth, Carl Burckhardt, Henry von Heiseler, der Musiker und Komponist Max von Schillings und der Kunsthistoriker und Krupp-Direktor Eberhard von Bodenhausen gehörten. Dazu kamen bekannte süddeutsche Maler wie Karl Arnold, Bruno Paul, Leo Putz, Paul Hoecker, Arnold Böcklin, Alfred Haushofer, Franz von Lenbach, Anton Josef Pepino, Walter Püttner, Ludwig von Hofmann, Hans Rossmann, Joseph Sattler und Franz von Stuck. Ein Teil dieser Personen traf sich bis zum Ersten Weltkrieg alljährlich zu einer „Neubeurer Woche“. Danach wurde das Schloss als Lazarett genutzt.

## Schule

### Geschichte

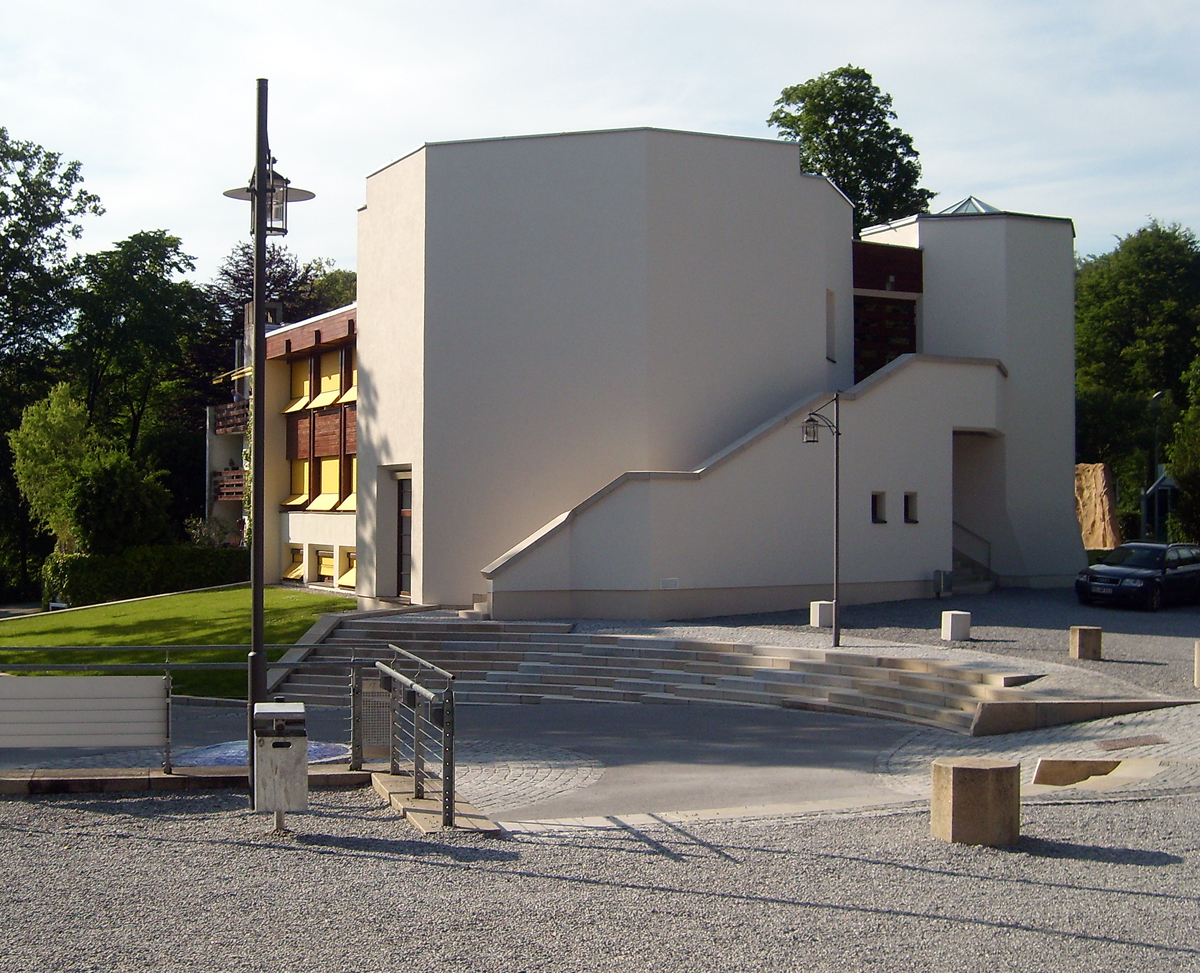
Schule auf Schloss Neubeuern 2012

Die allgemeine Verarmung nach dem Ersten Weltkrieg setzte einen Schlussstrich unter das bisherige Leben auf dem Schloss. Um die weitere Unterhaltung der Anlage zu ermöglichen, entschloss man sich zur Gründung eines Internats nach dem Vorbild der Schule Schloss Salem. Unterstützt wurde die Schulgründung durch Georg Kerschensteiner, Schulpädagoge und Begründer der deutschen Berufsschule.
Am 5. Mai 1923 konnte Schloss Neubeuern seine Tore als Schule öffnen. Erster Direktor wurde der Lateinlehrer Josef Rieder, zu den ersten Schülern zählte Michael Mann, ein Sohn des Schriftstellers Thomas Mann. Weitere Schüler wurden von der Schule Schloss Salem aus vermittelt.
Während der Zeit des Nationalsozialismus versuchte Rieder, einen weltanschaulich neutralen Kurs zu steuern, doch die NSDAP betrachtete die Schule als „politisch unzuverlässig“ und ließ sie am 13. Februar 1941 schließen. Um einer Enteignung zuvorzukommen, verkaufte die Baronin im Frühjahr 1942 den gesamten Schlosskomplex an das Deutsche Reich. Daraufhin wurde eine Nationalpolitische Erziehungsanstalt im Schloss eingerichtet, die einzige im Gau München-Oberbayern. Am 12. November 1942 starb Julie Freifrau von Wendelstadt.
Während des Zweiten Weltkrieges und in der Besatzungszeit diente die Schule erneut als Lazarett. Nach Ende des Krieges setzten sich die Schwägerin der Baronin, Gräfin Degenfeld, und deren inzwischen in Amerika lebende Tochter, Marie-Therese Miller-Degenfeld, dafür ein, dass der Verkauf des Schlosses für ungültig erklärt und rückgängig gemacht wurde. Frau Miller hatte die Absicht, den Besitz in eine Stiftung einzubringen, deren Aufgabe es sein sollte, die Schule wieder zum Leben zu erwecken.
Im Jahre 1947 trat ein Gründungskonsortium zusammen, und im April 1948 konnte das Schulleben in bescheidenem Rahmen wieder beginnen. Die Wiedereröffnung des Internats als „Privates Landerziehungsheim Neubeuern am Inn“ durch die Stiftung erfolgte schließlich im Juni 1948. Als Beitrag zur Völkerverständigung sollte die Schule von nun an für Kinder und Jugendliche aller Gesellschaftsschichten und Nationen offenstehen. Zudem beherbergte das Schloss Neubeuern eine Jugendleiterschule des 1947 gegründeten Bayerischen Jugendringes, die 1948 unter Leitung des Reformpädagogen Karl Seidelmann stand.
Unmittelbar nach dem Zweiten Weltkrieg knüpfte Schloss Neubeuern vor allem literarisch an die Vorkriegszeit mit den „Neubeurer Wochen“ an. Vom 26. bis zum 28. Juli 1947 kam es in Hinterhör bei Altenbeuern zu einem vorbereitenden Treffen der Gruppe 47. Das vierte offizielle Treffen fand im September 1948 bei Gräfin Ottonie Degenfeld auf ihrem Besitz in Hinterhör statt.

### Das Internat Schloss Neubeuern
Heutiger Träger der Schule ist die „Stiftung Landerziehungsheim Neubeuern“. Sie ist ein staatlich anerkanntes mathematisch-naturwissenschaftliches und wirtschaftswissenschaftliches Gymnasium mit Internat und Tagesschule. Die Schule unterrichtet nach dem Lehrplan für Gymnasien in Bayern und soll Schülern den Weg zur mittleren Reife und zum Abitur ermöglichen. Besonderer Wert soll hierbei auf das Konzept einer ganzheitlichen Bildung gelegt werden. Neben dem normalen Gymnasialunterricht soll die Entwicklung der sportlichen, künstlerischen und sozialen Fähigkeiten in besonderer Weise zusätzlich gefördert werden. Zu diesem Zweck existiert ein vielfältiges Angebot von Arbeitsgemeinschaften, sogenannten Gilden, aus denen je nach Altersstufe von jedem Schüler eine bestimmte Anzahl gewählt werden muss. Ein außergewöhnliches Beispiel hierfür ist die Glas-Gilde, die 1967 als weltweit erste Glaswerkstatt einer höheren Schule von dem Künstler und damaligen Kunstvermittler Florian Lechner eröffnet und bis in die 80er Jahre hinein betreut wurde.
Gegenwärtig besondere Beachtung findet auch Schloss Neubeuerns Projekt „Digital Ink“. Nach Abschluss einer Testphase lernen und arbeiten jetzt alle Schüler ab Jahrgangsstufe 9 mit einem Tablet-PC. Mit Genehmigung des bayerischen Kultusministeriums bereiteten sich 30 Schüler des Abiturjahrgangs 2013 erstmals auf eine digitale Abiturprüfung vor und schrieben ihre Prüfungen mit Eingabestiften auf die Touchdisplays ihrer Tablet-PCs. Das Privatgymnasium Neubeuern ist eine der ganz wenigen allgemeinbildenden Schulen in Deutschland, die integriertes Lernen bereits umfassend implementiert haben.

## Das Schloss in Film und Fernsehen
Das Schloss bot verschiedenen Filmen eine Kulisse. Die bekanntesten sind Johannisnacht (1956) mit Willy Birgel und Hertha Feiler, Ein Fall für TKKG: Drachenauge (1992) und Crazy (2000), das auf dem gleichnamigen autobiografischen Roman von Benjamin Lebert, der 1998 Schüler im Schloss Neubeuern war, basiert. Sein kritischer Rückblick auf die Zeit im Internat wurde zum Bestseller.
Große Teile der Episode Tod im Internat der Fernsehserie Der Bulle von Tölz wurden ebenfalls auf Schloss Neubeuern gedreht. Am 23. September 2006 wurde eine Szene für die ZDF-Serie Die Rosenheim-Cops auf der Südterrasse des Schlosses gedreht. In der am 23. Juni 1989 gesendeten Folge Bahnhofsbaby der Fernseh-Krimiserie Der Alte ist in einer Szene die Nordfassade mit dem Treppenturm und dem Haupteingang zu sehen.
Eine einstündige Reportage über das Internat wurde am 16. August 2009 auf RTL gesendet: Vier Internatsschüler wurden ein Jahr lang von einem Kamerateam begleitet.
Am 7. Januar 2019 strahlte das Bayerische Fernsehen die Dokumentation Die Udes – ein unmögliches Paar aus der Reihe Lebenslinien aus. Edith von Welser-Ude und spricht darin im Garten des Schlosses mit ihrem ehemaligen Mitschüler und langjährigen Freund Florian Lechner über ihre gemeinsame Schulzeit in Neubeuern.

## Absolventen und ehemalige Schüler
- Andreas Heeschen
- Philipp Franz zu Guttenberg
- Benjamin Lebert
- Florian Lechner
- Franca Lehfeldt
- Michael Mann
- Thomas Strüngmann
- Georg-Volkmar Graf Zedtwitz von Arnim